# Ramon Pichot
Ramon Pichot i Gironès (ur. 1872, zm. 1 marca 1925) – hiszpański malarz impresjonistyczny. 
Był przyjacielem Picassa i pierwszym mistrzem Salvadora Dalego. Od 1901 żonaty z Germaine Pichot, popularną wówczas modelką artystyczną. 
Rodziny Pichotów i Dalich utrzymywały ze sobą kontakt towarzyski, jeżdżąc od czasu do czasu na wycieczki. Na jednej z nich, latem 1916 w Cadaqués, Ramon zapoznał młodego Salvadora Dalego z prawidłami malarstwa impresjonistycznego, które stało się obiektem wczesnej fascynacji przyszłego surrealisty.

## Galeria

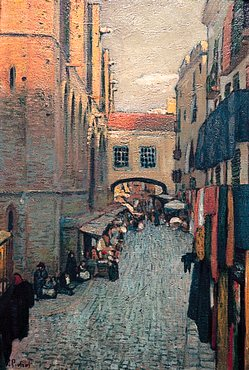
Uliczka w Santa Maria
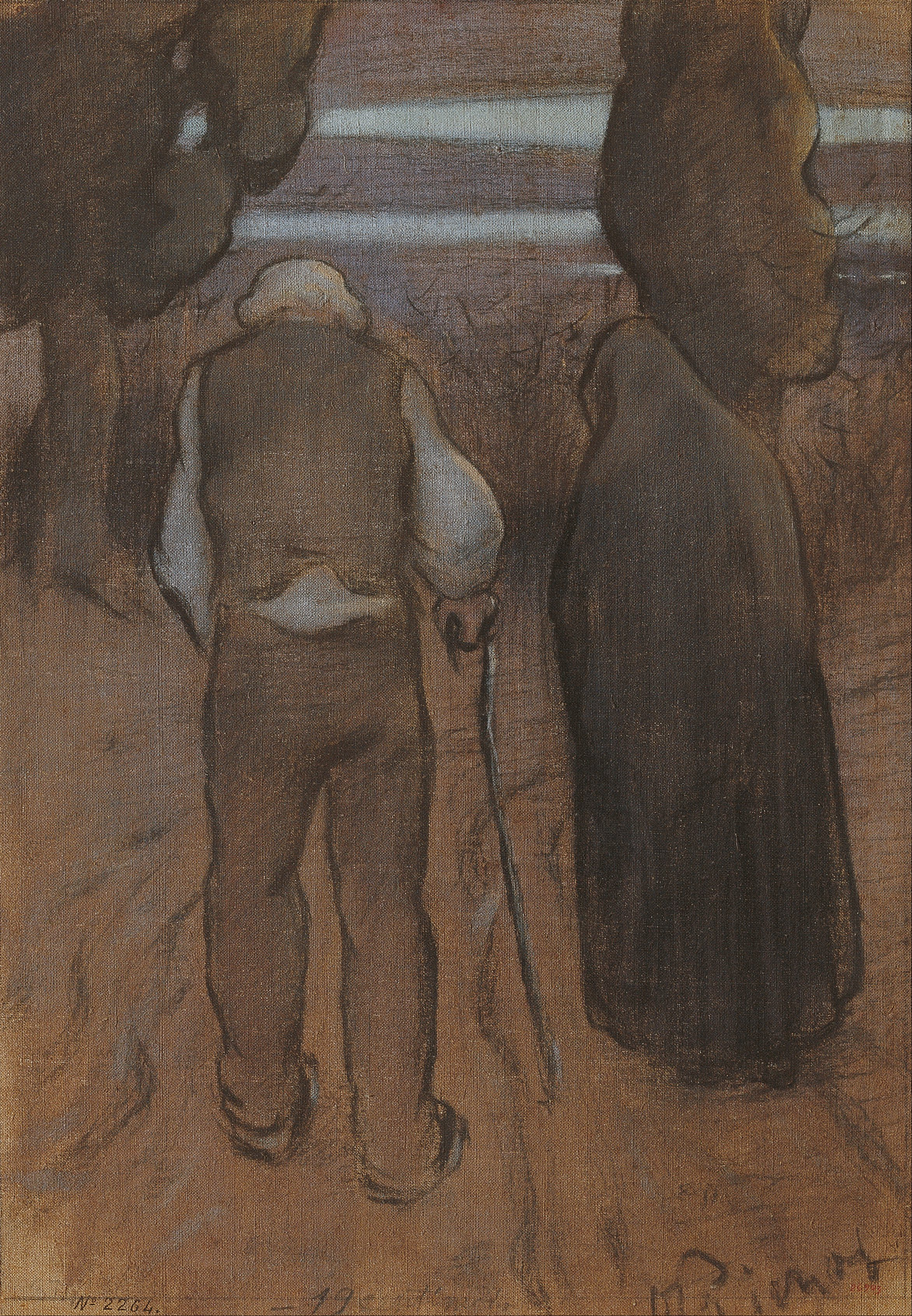
Zmierzch
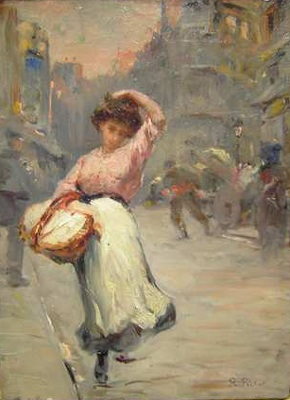
Bez tytułu
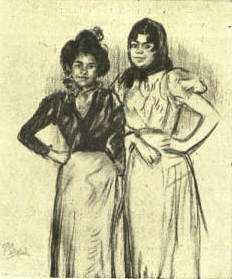
Dwie kobiety